# Islay whiskyrégió

A hat skót whisky-régió

Az Islay whiskyrégió a kis Islay (IPA: ˈaɪlə) szigetét – a Hebridák egyik Campbeltownhoz közeli szigete, nevezhető Skócia „whiskyszigetének” – foglalja magában. Kilenc működő whiskylepárlója van.
Régebben főleg kevert whiskyk gyártására rendezkedett be a régió, de az utóbbi évtizedekben rendkívül divatosak lettek Ardbeg, Bowmore, Lagavulin és Laphroaig házasítatlan malátawhiskyjei (single malt). A régió whiskyjeit tartják a legerőteljesebb, legegyedibb karakterűeknek a skót whiskyk között. Nevezetes a tőzeges, orvosságos karakterük, bár helyben is jelentős stíluskülönbség van az egyes lepárlók között. A déli part whiskyjei sokkal keményebbek, tőzegesebbek, a többi, északabbi eredetűek lágyabbak.

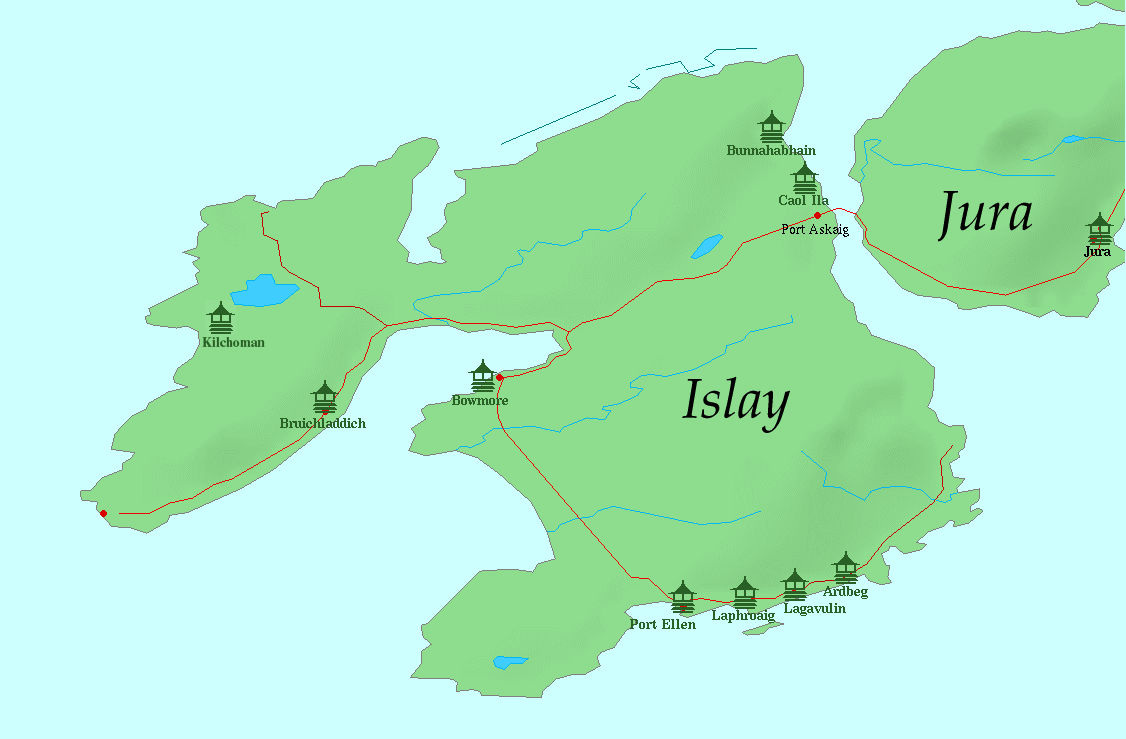
Islay lepárlói

## Islay Single Malt whiskyk
- Ardbeg Single Malt
- Bowmore Single Malt
- Lagavulin Single Malt
- Laphroaig Single Malt
- Bunnahabhain Single Malt
- Bruichladdich Single Malt
- Kilchoman Single Malt
- Caol Ila Single Malt

## Lepárlók
| Lepárló                                                                              | Angol átírás  | Jelentés                             | Működési idő                | Hely                                               | Megjegyzés                                                      |
| ------------------------------------------------------------------------------------ | ------------- | ------------------------------------ | --------------------------- | -------------------------------------------------- | --------------------------------------------------------------- |
| Ardbeg                                                                               | ard-bég       | kis hegyfok                          | 1815–1981, 1990–1996, 1997– | 5 km-re keletre Port Ellen-től                     | Glenmorangie tulajdon, Wardhead néven gyárt blended whiskyt is  |
| Ardnahoe                                                                             | ard-na hoe    | az üreg magassága                    | 2019-                       | Port Askaig közelében a sziget észak-keleti részén | Hunter Laing & Co. tulajdona                                    |
| Bowmore                                                                              | bo-moore      | nagy tengeri zátony/szikla           | 1779–                       | Bowmore (a sziget fővárosa)                        | Suntory tulajdon, 7 éves malátawhiskyje: McClelland’s           |
| Bruichladdich                                                                        | brook-laddie  | parti homokpad                       | 1881–1995,‡ 2001–           | a Loch Indaal öböl nyugati partján                 | független lepárlóként nyílt meg újra                            |
| Bunnahabhain                                                                         | bū-na-ha-venn | folyótorkolat                        | 1880/1883–                  | 4 km-re északra Port Askaig-től                    | Burn Stewart tulajdon, a Black Bottle blend jelentős komponense |
| Caol Ila                                                                             | cull-eela     | Islay szorosa (Islay és Jura között) | 1846–1972,‡ 1974–           | 1 km-re északra Port Askaig-től                    | Diageo tulajdon                                                 |
| Kilchoman                                                                            | kil-homan     | St. Comman's temploma                | 2005–                       | az atlanti parton                                  | 1881 óta az első új lepárló                                     |
| Lagavulin                                                                            | lagga-voolin  | malomvölgy                           | 1742/1816–                  | 4 km-re keletre Port Ellen-től                     | Diageo tulajdon                                                 |
| Laphroaig                                                                            | la-froyg      | szép völgy a széles öbölnél          | 1815–                       | 2 km-re keletre Port Ellen-től                     | Fortune Brands tulajdon                                         |
| ‡ Kivéve Nagy gazdasági világválság (~1930–1937) és Második világháború (~1940–1945) |               |                                      |                             |                                                    |                                                                 |